# Злочинний бос
Злочинний бос, злочинний барон, дон, бос банди, бос мафії, злодій в законі, мафіозний бос — особа, яка перебуває на чолі злочинної організації. Зазвичай, бос має повний або майже повний контроль над іншими членами організації, сильно побоюється за їх безжалісність і готовність забрати життя, щоб посилити свій вплив і прибуток від злочинних діянь, в яких бере участь організація.
Деякі злочинні групи можуть мати ієрархію з двох звань (бос та його солдати). Інші групи можуть мати складнішу організаційну структуру з багатьма рівнями, а сама структура може відрізнятися залежно від культурних передумов. Так, організовані злочинні угруповування на Сицилії відрізняються структурно від континентальних, а американські й латиноамериканські групи можуть відрізнятися від європейських. Розмір злочинної організації є також важливим, оскільки регіональні та національні групи мають набагато складнішу ієрархію.

## Італійська мафія

Структура мафії

Бос у сицилійській та американській мафії є головою злочинної сім'ї та відповідальним за прийняття рішень. Тільки бос, його заступник або консильєрі можуть ініціювати розгляд приймання співучасника до складу сім'ї. За бажанням бос може підвищувати чи понижувати членів сім'ї у званнях, а також давати дозвіл на вбивства в середині чи поза сім'єю. Якщо боса саджають до в'язниці або він стає недієздатним, то він призначає людину на посаду виконувача обов'язків боса, яка стає відповідальною за діяльність сім'ї. Коли бос помирає, то члени сім'ї обирають нового лідера серед членів організації.
Типова структура сицилійської та американської мафії:
- Бос босів (італ. capo dei capi) — посада, яка також відома як хрещений батько, дається, зазвичай, ЗМІ найвпливовішим босам, хоча сама мафія ніколи не визнавала такої посади. Найвищим органом, який вирішує спори між мафією є Комісія.
- Бос — також відомий як дон чи хрещений батько, найвища ланка в ієрархії злочинної сім'ї.[5]
- Заступник боса — друга особа за впливовістю в сім'ї. Заступник боса відповідальний за те, щоб доходи від злочинної діяльності йшли до боса та, як правило, здійснює контроль за вибором капореджиме і солдатів для вбивств. Заступник боса може взяти сім'ю під свій контроль в разі смерті боса. Він зберігає свою посаду до тих пір, поки не оберуть нового боса, яким в багатьох випадках стає саме заступник боса.[4]
- Консильєрі — також відомий як «права рука», радник боса. Бос, заступник боса та консильєрі разом утворюють «Адміністрацію».[6] Консильєрі є третьою людиною в ієрархії сім'ї, але, як правило, не має капо чи солдатів, які працюють напряму на нього.[2][4] Зазвичай, є всього один консильєрі на сім'ю.
- Солдат — також відомий як «славний хлопець», «мудрий хлопець», «кнопочник» (англ. button man, з американського сленгу — найманий вбивця), «посвячений», найнижчий рівень гангстера.[2][4] Щоб стати солдатом необхідно скласти омерту (обітницю мовчання), а в деяких організаціях — вбити людину.[7] Солдати зазвичай виконують найбруднішу роботу з діяльності сім'ї — погрожують, б'ють, залякують та вбивають.[8]
- Співучасник — також відомий як «людина честі», особа, що не є солдатом, але працює на них та бере участь у виконанні злочинної дії та отримує з цього прибуток. В італійських кримінальних організаціях співучасниками, як правило, є члени сім'ї, які не мають італійських коренів.[8]

Бос, зазвичай, кладе шари ізоляції між собою та своїми людьми, щоб перешкодити зусиллям поліції зв'язати його злочинні накази з ним. Всі накази він віддає своєму заступнику, консильєрі або капо. Після цього наказ спускається нижче до солдатів. Це ускладнює завдання поліції звинуватити боса у злочині.